# Hrádek (Porta Bohemica)
Hrádek je pravěké a raně středověké hradiště na stejnojmenném návrší a skalním ostrohu Kalvárie nad pravým břehem řeky Labe mezi Libochovany a Velkými Žernosekami v okrese Litoměřice. Od roku 1964 je chráněno jako kulturní památka.

## Historie
Stáří hradiště je nejisté. Místo bylo osídleno v době mladší doby bronzové lidem lužické kultury, dále v pozdní halštatské a v raném středověku. Menší množství nálezů pochází z dob neolitu nebo eneolitu a doby laténské. Nalezená slovanská keramika patří do devátého a dvanáctého století. Lokalita bývá spojována hradištěm Canburg známým z kroniky Chronicon Moissacense.

## Stavební podoba
Hradiště o rozloze 21 hektarů je na jihu a západě chráněno strmými svahy labského údolí. Na východě ho částečně chrání hluboká strž, ale zejména ze severu je snadno přístupné, a proto zde vzniklo mohutné opevnění. Tvoří ho dvě linie příkopů a valů dlouhé 550 metrů. Ve východní části však bylo opevnění rozvezeno buldozerem a původně bývalo ještě o sto metrů delší. Valy byly vybudovány pravděpodobně prostým navršením hlíny a kamení. Příkopy byly dvanáct metrů široké a vnější rozdělovaly v pravidelných rozestupech příčné zídky, které měly případným útočníkům bránit volnému pohybu příkopem. Převýšení vnitřního valu nade dnem příkopu stále dosahuje třinácti metrů. Za akropoli je považován skalnatý vrch Kalvárie, kde se však nedochovaly žádné zbytky opevnění. Mohly však být zničeny při budování rozsáhlých vinic.
Hradiště je dobře přístupné. Okolo jižní strany souběžně vede žlutě značená turistická trasa na Kalvárii a cyklotrasa č. 3057 z Libochovan do Kamýku, odkud vede také zeleně značená trasa.

## Galerie

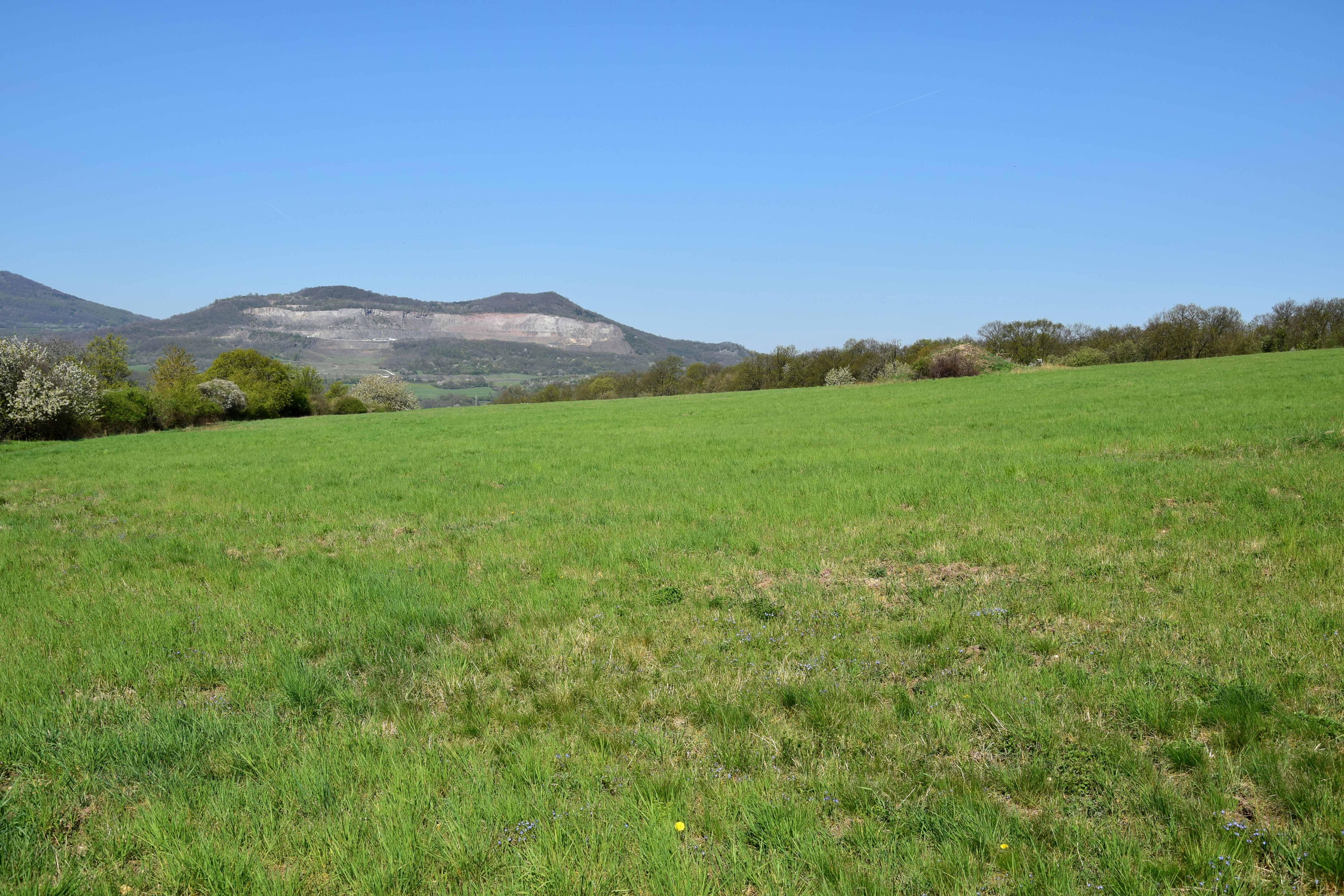
Plocha hradiště od východu
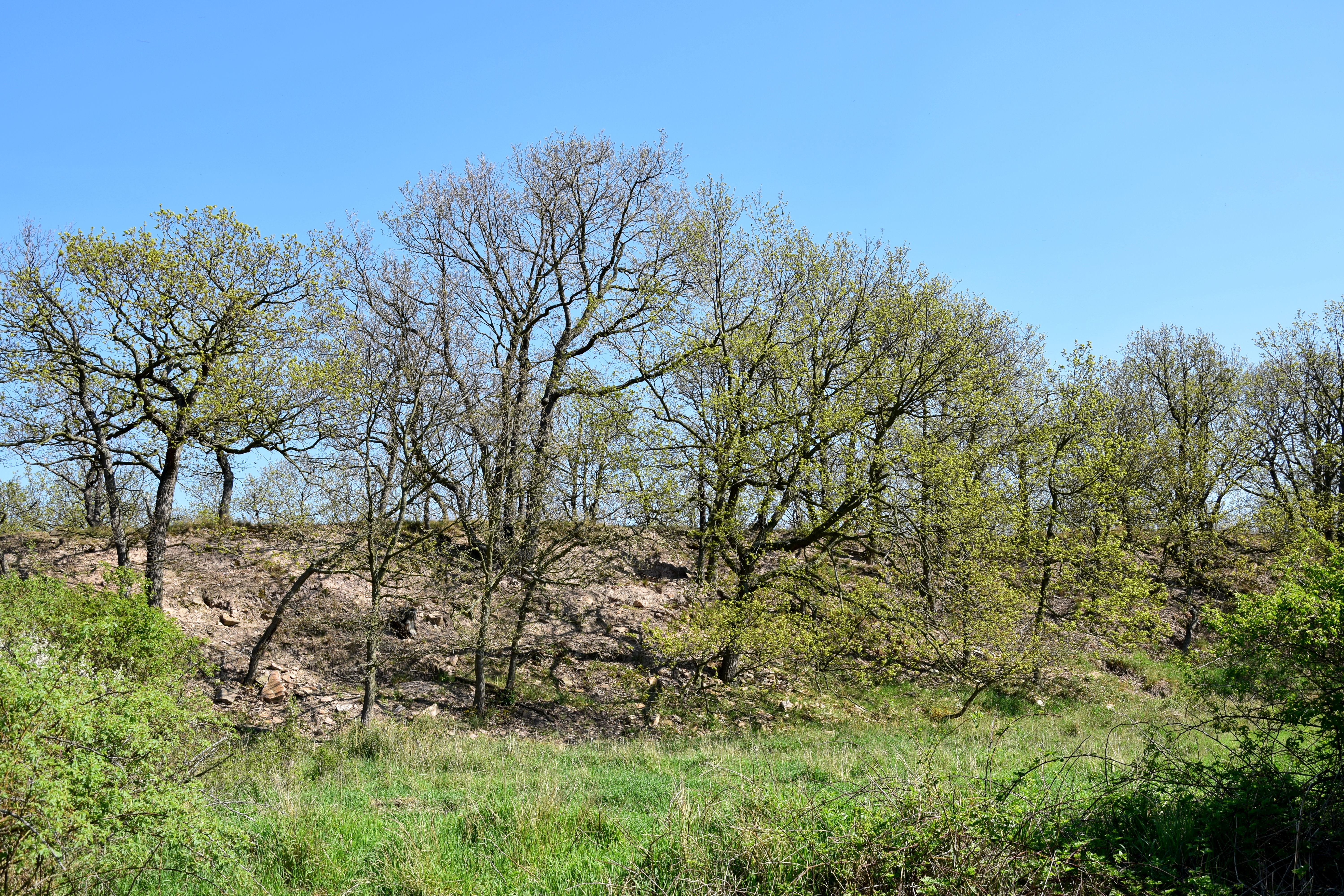
Vnitřní strana valu na západním okraji hradiště
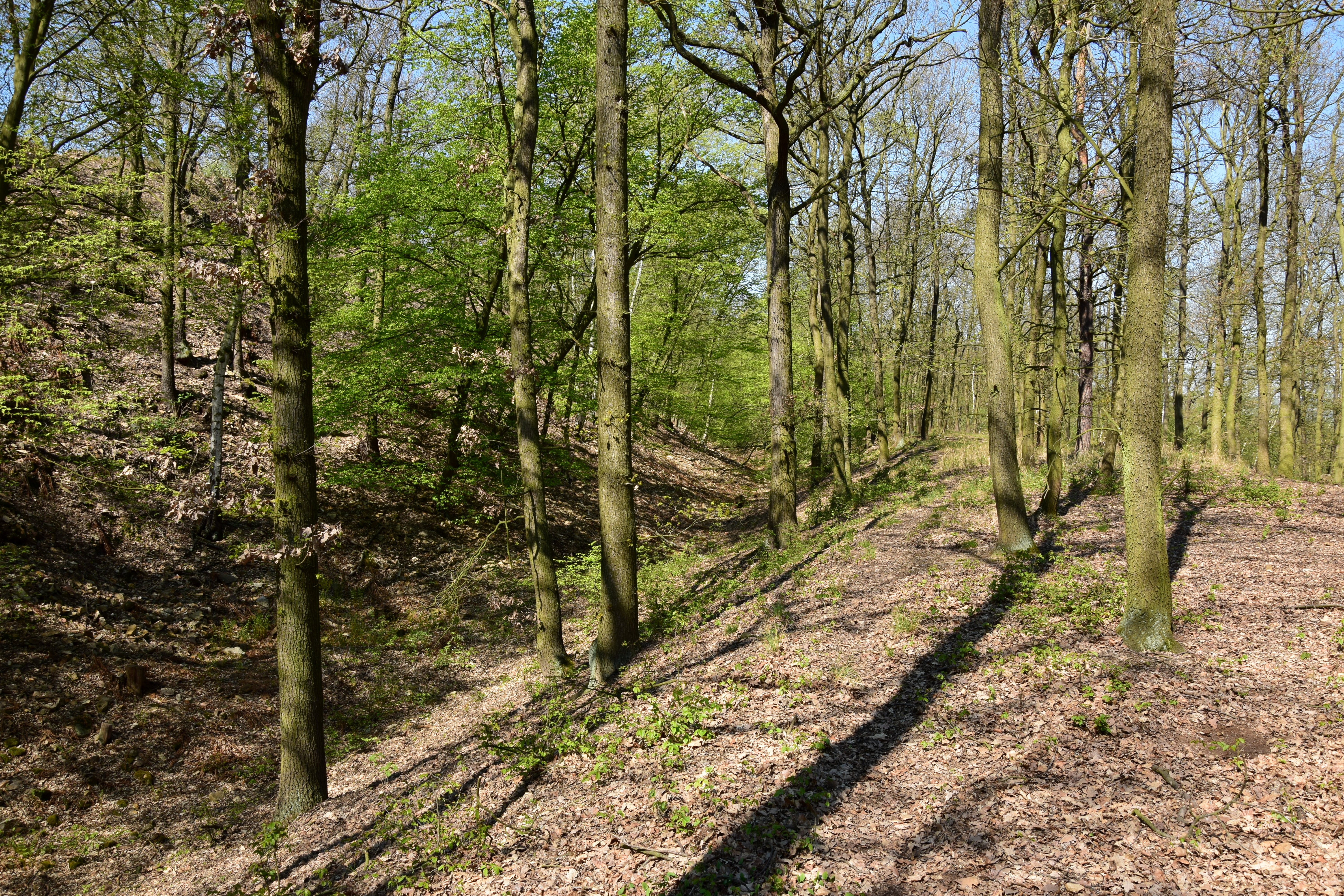
Vnější val, druhý příkop a vnitřní val na severovýchodním okraji hradiště